# Коллонич, Сигизмунд фон
Сигизмунд фон Коллонич (нем. Sigismund Kollonitsch; 28 мая 1677, Вена, эрцгерцогство Австрия, Священная Римская империя — 12 апреля 1751, там же) — австрийский и венгерский кардинал и граф. Племянник кардинала Леопольда Коллонича. Епископ Ваца с 14 октября 1709 по 1 июля 1716. Епископ Вены с 1 июля 1716 по 1 июня 1722. Архиепископ Вены с 1 июня 1722 по 12 апреля 1751. Кардинал-священник с 26 ноября 1727, с титулом церкви Санти-Марчеллино-э-Пьетро с 14 августа 1730 по 29 августа 1740. Кардинал-священник с титулом церкви Сан-Кризогоно с 29 августа 1740.